# Vimodrone
Pour les articles homonymes, voir Vimodrone (homonymie).
Vimodrone est une commune italienne de la ville métropolitaine de Milan, dans la région de la Lombardie.

## Administration
| Période                                  | Période | Identité       | Étiquette | Qualité |
| ---------------------------------------- | ------- | -------------- | --------- | ------- |
| Les données manquantes sont à compléter. |         |                |           |         |
| 2017                                     |         | Dario Veneroni |           |         |

### Frazione
Baiacucco, Gaggiolo, Crivella, Cascina Burrona, Villaggio Nord, Villaggio S. Isidoro.

### Communes limitrophes
Cologno Monzese, Cernusco sul Naviglio, Milan, Pioltello, Segrate.

## Jumelages
- Bella (Italie) depuis 2012.